# Chris Simpkin
Christopher John Simpkin, conosciuto semplicemente come Chris Simpkin (Kingston upon Hull, 24 aprile 1944), è un ex calciatore inglese, di ruolo Jolly.

## Caratteristiche tecniche
Ha iniziato la carriera venendo schierato dal suo allenatore all'Hull City Cliff Burton come attaccante. A partire dalla stagione 1963-1964, a causa anche della nutrita schiera di attaccanti a disposizione dei Tigers, Simpkin arretrò la sua posizione divenendo una mezz'ala. Negli anni seguenti giocò sia in attacco che a centrocampo, mentre in America fu schierato come difensore.

## Carriera
Formatosi calcisticamente nell'Hull City, entrò a far parte della prima squadra delle Tigers a partire dal 1962.
Ha esordito con i Tigers il 18 agosto 1962, contro il Bristol Rovers, mentre la sua prima rete l'ha segnata nell'aprile seguente contro l'Halifax Town. Con la squadra di Kingston upon Hull ottiene la promozione in cadetteria grazie alla vittoria della Third Division 1965-1966.
Dal 1966 al 1971 milita ininterrottamente nella serie cadetta inglese, ottenendo come miglior piazzamento il quinto posto nella Second Division 1970-1971.
Nell'ottobre 1971 passa al Blackpool per £30.000.
Dopo due stagioni nella serie cadetta inglese con i Tangerines, nell'ottobre 1973 passa per £12.000 allo Scunthorpe Utd, militante nella quarta serie.
Nell'estate 1975 viene ingaggiato dagli statunitensi dei Baltimore Comets, franchigia della North American Soccer League. Nella stagione 1975 con la squadra del Maryland non riuscì a superare la fase a gironi del torneo nordamericano.
Terminata l'esperienza americana, nell'ottobre 1975 Simpkin torna in patria, giocando dapprima nell'Huddersfield Town e poi dal dicembre 1976 nell'Hartlepool Utd, sempre nella Fourth Division inglese.
Chiuderà la carriera agonistica con i dilettanti dello Scarborough e dell'Hall Road Rangers.

## Dopo il ritiro
Lasciato il calcio giocato è tornato a risiedere nella natìa Kingston upon Hull, divenendo un commerciante d'auto. Nel 2009 Simpkin si è dichiarato colpevole di sfruttamento della prostituzione, finendo in carcere e subendo la confisca di £90.000.

## Palmarès
- Third Division: 1

Hull City: 1965-1966